# Borojevići (Donji Kukuruzari)
Pour les articles homonymes, voir Borojevići.
Borojevići est un village de la municipalité de Donji Kukuruzari (comitat de Sisak-Moslavina) en Croatie. Au recensement de 2011, le village comptait 119 habitants.